# Cratere Heraclitus
Heraclitus è un cratere lunare di 85,74 km situato nella parte sud-orientale della faccia visibile della Luna.
Il cratere è dedicato al filosofo greco Eraclito.

## Crateri correlati
Alcuni crateri minori situati in prossimità di Heraclitus sono convenzionalmente identificati, sulle mappe lunari, attraverso una lettera associata al nome.
| Heraclitus | Coordinate           | Diametro (in km) |
| ---------- | -------------------- | ---------------- |
| A          | 49°24′36″S 4°32′24″E | 4,97             |
| C          | 48°53′24″S 6°13′12″E | 6,94             |
| D          | 50°30′36″S 5°08′24″E | 56,12            |
| E          | 49°44′24″S 6°33′00″E | 6,97             |
| K          | 49°38′24″S 3°27′00″E | 16,92            |